# 김하은 (가수)
김하은(1994년 10월 30일 ~ )은 대한민국의 가수이다. 2016년 싱글 《PRAY (기도)》로 정식 데뷔했다.

## 방송
- 너의 목소리가 보여 1 (2015)
- 가스펠스타C 6 (2016) - 동상

## 음반
- 블리즈플-기대 (2016)
- PRAY (기도) (2016)
- 가스펠스타C 시즌6 (2017)
- 십자가의 길 위에 (2017)
- 강 (2019)
- 부르심 따라 (2020)
- 주의 평강이 이곳에 (2020)
- 너만의 의미 (2020)
- 그댈 사랑해요 (2021)

## 공연
- 경찰의 날 기념 열린 음악회 (2013)
- 수원 화성행궁 인문학 콘서트 (2015)
- 수원 국제 음악회 (2016)
- 전국 국악 힐링 콘서트 (2016)